# Bembidion normannum
Bembidion normannum är en skalbaggsart som beskrevs av Pierre François Marie Auguste Dejean 1831. Bembidion normannum ingår i släktet Bembidion, och familjen jordlöpare. Arten har ej påträffats i Sverige.